# Jonaitis
Jonaitis ist ein litauischer männlicher Familienname.

## Herkunft
Der  Name stammt vom männlichen Vornamen Jonas.

## Weibliche Formen
- Jonaitytė (ledig)
- Jonaitienė (verheiratet)
- Jonaitė (neutral)

## Namensträger
- Liudas Jonaitis (* 1954), Politiker und Seimas-Mitglied
- Rimas Stanislovas Jonaitis (* 1943), Verteidigungspolitiker, Vizeminister